# Armand Robin
Armand Robin (Plouguernével, 19 gennaio 1912 – Parigi, 29 marzo 1961) è stato uno scrittore, traduttore e critico letterario francese.

## Biografia
Madrelingua bretone, imparò il francese a scuola. 

Studente brillante, s'iscrisse alla École normale supérieure di Parigi. Non ottenne l'idoneità all'insegnamento ma, con una borsa di studio, rimase a Parigi per proseguire gli studi in Lettere. Scoprì anche la passione per le lingue: iniziò a studiare il russo e il polacco.
Appassionato della cultura russa, nel 1933 intraprese un viaggio in Unione Sovietica, che aveva eletto idealmente a sua seconda patria. Visse in un kolchoz insieme ai contadini, sperimentando in prima persona la realtà del sistema sovietico. La sua disillusione fu enorme.
Ritornò a casa nutrendo una forte avversione per il comunismo. Da allora decise di non appartenere a nessuna ideologia; si avvicinò al pensiero anarchico.
Dopo aver appreso pressoché tutte le lingue europee, intraprese lo studio dell'ebraico, dell'arabo letterario, del cinese e del giapponese. Per vivere fece il traduttore di libri. Tra il 1941 e il 1943 fu collaboratore tecnico al ministero dell'Informazione del regime di Vichy, mentre occasionalmente informava la Resistenza. Oltre a tradurre libri, si inventò un nuovo mestiere: l'ascoltatore radiofonico ed estensore dei relativi bollettini di sintesi. Ascoltò tutte le radio, da quelle naziste a quelle dei partigiani francesi, da quelle sovietiche a Radio Londres. Nel 1953 raccolse i bollettini in volume pubblicando La fausse parole (edizione italiana, La falsa parola e scritti scelti). Fu l'occasione per sbugiardare l'enorme apparato propagandistico eretto dalle dittature nazista e stalinista.
In uno dei suoi rapporti scrisse:
Nel dopoguerra venne inserito su segnalazione anonima (si seppe poi che erano stati due colleghi scrittori, Louis Aragon e Paul Éluard) nella lista nera dei collaborazionisti del regime di Vichy.
Come scrittore non volle appartenere a nessuna corrente letteraria.
Tra gli autori italiani, tradusse Giuseppe Ungaretti.
La morte
Arrestato il 28 marzo 1961 dopo un alterco in un caffè, fu portato alla stazione di polizia nel suo quartiere e poi all'infermeria della  sede locale della prefettura. Morì il giorno successivo in circostanze mai chiarite.

## Opere

### Poesia
- Ma vie sens moi (1940)
- Le Temps qu'il fait (1942)
- Poèmes indésirables (1945)
- Le Monde d'une voix (1968)
- Ma vie sans moi, seguito da Monde d'une voix (1970)
- Fragments (1992)
- Le cycle du pays natal (2000)
- À partir de minuit je serai dans le monde (2015)

### Raccolte di saggi e articoli
- La Fausse Parole (1953, traduzione italiana  La falsa parola e scritti scelti, 1995)
- L'Homme sans nouvelle (1981)
- Écrits oubliés I (1986)
- Expertise de la fausse parole (1990)